# Puchar Europy w Lekkoatletyce 2006
27. Puchar Europy w lekkoatletyce – międzynarodowe zawody lekkoatletyczne, które zostały rozegrane 28 i 29 czerwca 2006 roku. Organizatorem zawodów Pucharu Europy była European Athletic Association.

## Superliga
W Superlidze, której rywalizacja odbywała się w hiszpańskiej Maladze (na Estadio Ciudad de Málaga) triumfowały reprezentacje Francji (wśród panów) oraz Rosji (wśród pań).

### Tabela końcowa
| Pozycja | Kraj            | Punkty |
| ------- | --------------- | ------ |
| 1       | Francja         | 118    |
| 2       | Rosja           | 116    |
| 3       | Wielka Brytania | 109    |
| 4       | Polska          | 107    |
| 5       | Ukraina         | 103    |
| 6       | Hiszpania       | 99,5   |
| 7       | Włochy          | 93     |
| 8       | Niemcy          | 86,5   |
| 9       | Finlandia       | 65     |

| Pozycja | Kraj            | Punkty |
| ------- | --------------- | ------ |
| 1       | Rosja           | 155    |
| 2       | Polska          | 111,5  |
| 3       | Ukraina         | 99     |
| 4       | Francja         | 98     |
| 5       | Niemcy          | 93     |
| 6       | Hiszpania       | 90     |
| 7       | Wielka Brytania | 85     |
| 8       | Szwecja         | 81     |
| 9       | Rumunia         | 76,5   |